# Tantum ergo, WAB 42
Le Tantum ergo, WAB 42, est une septième mise en musique de l'hymne Tantum ergo composée par Anton Bruckner en 1846.

## Historique
Bruckner a composé ce motet, le 9 juin 1846 lors de son séjour à l'Abbaye de Saint-Florian. La partition autographe pour les voix, sans la partition de l'orgue, est présente dans l'archive de l'Abbaye.
En 1888, Bruckner révisa ce Tantum ergo, ainsi que les précédents quatre Tantum ergo. La version révisée de ces cinq Tantum ergo a été publiée pour la première fois par Johann Gross, Innsbruck en 1893.
Les versions 1846 et 1888 sont éditées dans le Volume XXI/13 et 38, respectivement, de la Bruckner Gesamtausgabe.

## Musique
L'œuvre en ré majeur est conçue pour chœur mixte à 5 voix (SSATB) et orgue. La première version de 1846 comporte 36 mesures. Les mesures 21-32 sont indiquées optionnelles. Dans la version révisée de 1888 (31 mesures), les mesures optionnelles sont supprimées et un "Amen" de 3 mesures est ajouté.
Ce cinquième des Tantum ergo de 1846/1888 est caractérisé par sa haute solennité. Après un climax sur novo cedat rituit il évolue en diminuendo vers une coda intime quasi-mozartienne.

## Discographie
Le premier enregistrement a eu lieu vers 1931 :
- Ludwig Berberich, Münchner Domchor – 78 tours : Christschall 118A (version 1888)

### Version 1846
- Thomas Kerbl, Chorvereinigung Bruckner 09, Anton Bruckner Chöre/Klaviermusik – CD : LIVA 034 (première strophe uniquement)
- Christian Erny, The Zurich Chamber Singers, Bruckner Spectrum – CD : Berlin Classics LC06203, 2022 (avec quelques déviations de la partition)

Note : Une performance en concert – sans accompagnement d'orgue – par Philipp von Steinäcker est en outre disponible dans la Bruckner Archive.

### Version 1888
Une sélection parmi les quelque vingt enregistrements :
- Martin Flämig, Dresdner Kreuzchor, Ave Maria – Anton Bruckner: Geistliche Chöre - Motets – CD : Capriccio 10 081, 1985
- Magnar Mangersnes, Domchor Bergen, Bruckner: Motets – CD : Simax CFP 9037, 1996
- Hans-Christoph Rademann, NDR-Chor de Hambourg, Anton Bruckner: Ave Maria – CD : Carus 83.151, 2000
- Petr Fiala, Tschechischer Philharmonischer Chor Brno, Anton Bruckner: Motets - CD : OMD 322 1422-2, 2006
- Michael Stenov, Cantores Carmeli, Benefizkonzert Karmelitenkirche Linz - CD/DVD édité par la chorale, 2006 - peut être aussi écouté sur YouTube[6]
- Erwin Ortner, Arnold Schoenberg Chor, Anton Bruckner : Tantum ergo - CD : ASC Edition 3, édité par la chorale, 2008

## Sources
- Max Auer, Anton Bruckner als Kirchenmusiker, G. Bosse, Ratisbonne, 1927
- Anton Bruckner – Sämtliche Werke, Band XXI: Kleine Kirchenmusikwerke, Musikwissenschaftlicher Verlag der Internationalen Bruckner-Gesellschaft, Hans Bauernfeind et Leopold Nowak (Éditeurs), Vienne, 1984/2001
- Cornelis van Zwol, Anton Bruckner 1824-1896 – Leven en werken, uitg. Thot, Bussum, Pays-Bas, 2012.  (ISBN 978-90-6868-590-9)